# Sonntagberg
Sonntagberg  är en ort och kommun  i Österrike. Den ligger i distriktet Amstetten i förbundslandet Niederösterreich, 120 km väster om huvudstaden Wien. Huvudort i kommunen är orten Rosenau am Sonntagberg.
Kommunen består av åtta orter (Ortschaften) (inom parentes invånarantal 1 januari 2024):

- Baichberg (65)
- Bruckbach (299)
- Böhlerwerk (1 002)
- Gleiß (162)
- Hilm (285)
- Rosenau am Sonntagberg (1 178)
- Rotte Wühr (124)
- Sonntagberg (559)